# 1652 Ерже
1652 Ерже́ (1652 Hergé) — астероїд головного поясу, відкритий 9 серпня 1953 року.
Тіссеранів параметр щодо Юпітера — 3,609.